# Alhazen (cráter)
Alhazen es un cráter de impacto situado cerca del extremo este de la cara visible de la Luna. Justo al sursureste se halla el cráter Hansen, y al oeste aparece el Mare Crisium.

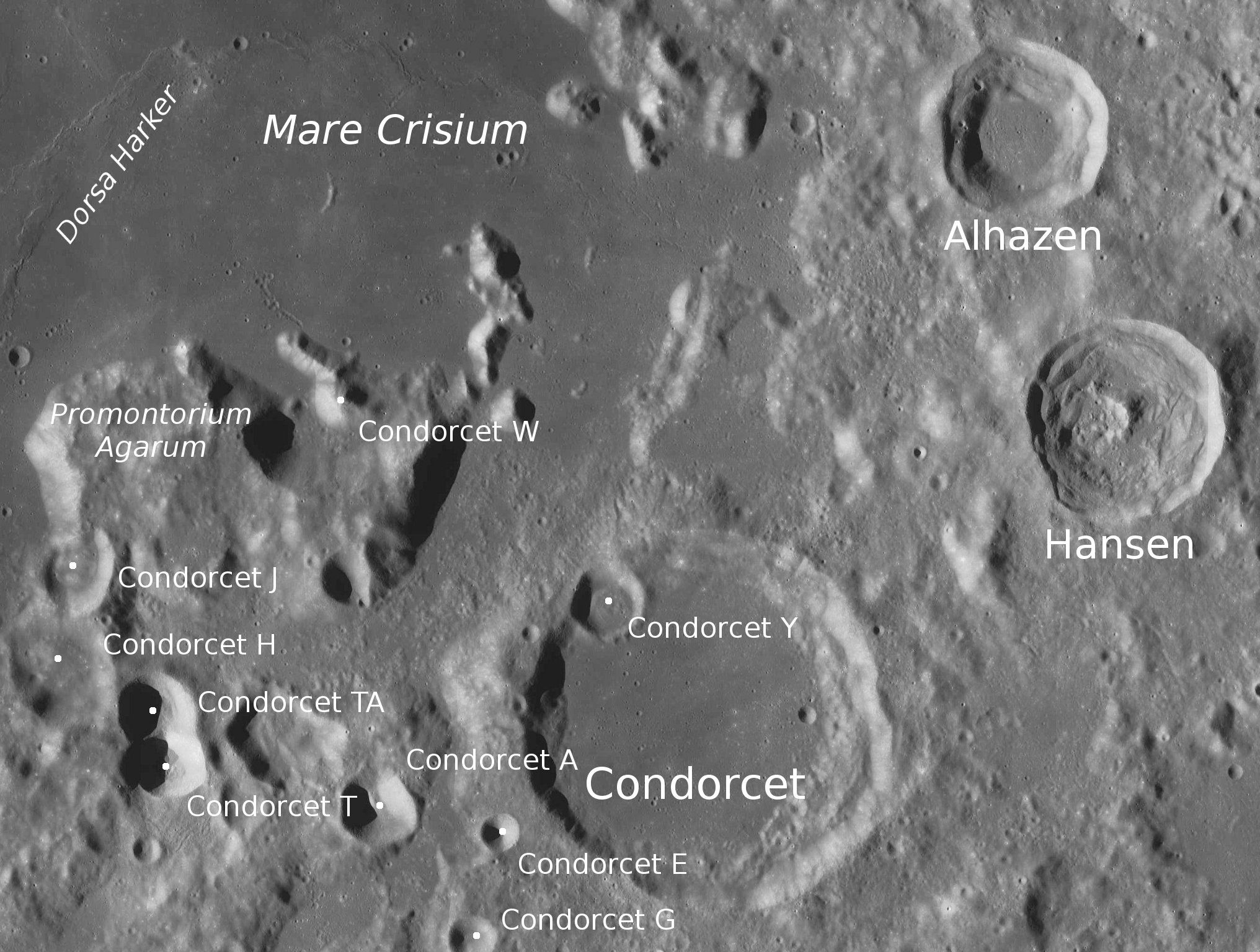
Entorno suroeste de Alhazen. Fotografía de la misión LRO.

El borde de Alhazen es casi circular, pero parece muy oblongo cuando se ve desde la Tierra debido al escorzo. Las paredes internas y el suelo del cráter son rugosos e irregulares. Una baja cresta se une el borde sur de Alhazen con el cercano Hansen. El cráter lleva el nombre del científico árabe musulmán Alhacén.

## Cráteres satélite
Por convención estos elementos son identificados en los mapas lunares poniendo la letra en el lado del punto medio del cráter que está más cercano a Alhazen. Alhazen A yace al este del cráter principal, y Alhazen D está más al noreste, con un fondo circular y una parte superior semicircular.

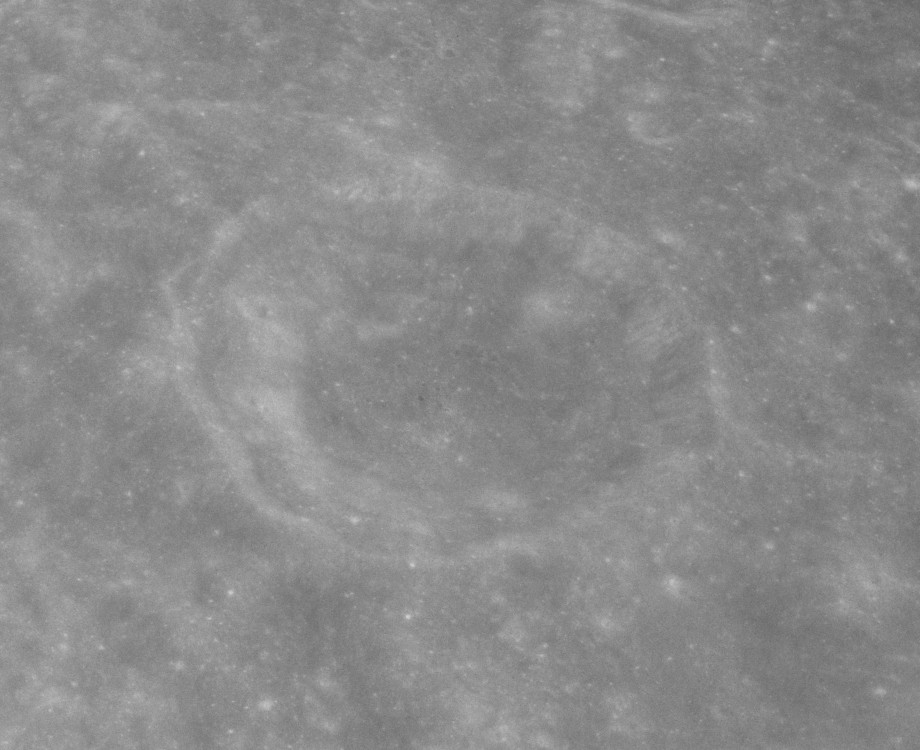
Vista oblicua también desde el Apolo 17

|         | \| Alhazen \| Coordenadas \| Diámetro \| \| ------- \| ---------------------------- \| -------- \| \| A \| 16°12′N 74°18′E / 16.2, 74.3 \| 14 km \| \| D \| 19°42′N 75°12′E / 19.7, 75.2 \| 33 km \| |          |
| Alhazen | Coordenadas | Diámetro |
| A       | 16°12′N 74°18′E / 16.2, 74.3 | 14 km    |
| D       | 19°42′N 75°12′E / 19.7, 75.2 | 33 km    |